# Élections législatives polonaises de 1947
Les élections législatives polonaises de 1947 se déroulent le 19 janvier 1947. Ce sont les premières élections du pays de l'après-Seconde Guerre mondiale. Elles visent à élire les membres du Sejm, le Parlement polonais, avec un pouvoir constituant.
Ces élections se déroulent sous l'égide du gouvernement provisoire communiste qui est inféodé à l'URSS et il n'y a, à part le Parti paysan polonais PSL, aucun parti d'opposition. L'influence de ce dernier est par ailleurs limitée et ne durera que pour un temps. Les résultats sont falsifiés par les autorités communistes polonaises.

## Organisation
En application des dispositions de la conférence de Yalta, qui pousse le gouvernement polonais à « tenir des élections libres et sans entraves sur la base du suffrage universel », les autorités polonaises annoncent des élections générales en 1947. Le problème pour le gouvernement provisoire communiste est que le référendum populaire de 1946 vote à 84 % contre le régime provisoire en place (néanmoins, les résultats sont falsifiés pour la population) : ainsi, les élections législatives semblent annoncer une défaite du bloc communiste.

## Déroulement des élections
Le 4 décembre 1946, le président du gouvernement provisoire communiste, Bolesław Bierut, demande l'aide des officiers soviétiques qui avaient déjà falsifié les résultats du référendum populaire. Simultanément, la Commission de sécurité nationale mène une campagne coordonnée (avec les partis LWP, KBW, MO, UB, et Ormo) contre les militants et les politiciens du PSL. Ils arrêtent 60 000 à 80 000 militants locaux et les partisans du PSL, sans accusation formelle ni mandat d’arrestation. Les milices et la police secrète terrorisent également des villages et tuent environ 200 membres du PSL.
Dans le même temps, les partis LWP et UB Group lancent une campagne de propagande et de désinformation visant à discréditer le PSL. La sévère répression empêche souvent par ailleurs le PSL, laminé, de proposer ses candidats aux élections.

## Résultats
| - | -                                            | Sièges | %    |
| - | -------------------------------------------- | ------ | ---- |
|   | Blok Demokratyczny (PPR, PPS, SD, ZSL)       | 394    | 80,1 |
|   | Polskie Stronnictwo Ludowe                   | 28     | 10,3 |
|   | Stronnictwo Pracy                            | 12     | 4,7  |
|   | Polskie Stronnictwo Ludowe "Nowe Wyzwolenie" | 7      | 3,5  |
|   | Indépendants                                 | 3      | 1,4  |

## Sources
- (pl) Cet article est partiellement ou en totalité issu de l’article de Wikipédia en polonais intitulé « Wybory do Sejmu Ustawodawczego w 1947 roku » (voir la liste des auteurs).